# The Symbol of the Unconquered
The Symbol of the Unconquered è un film del 1920, diretto da Oscar Micheaux. 

## Trama
Dick Mason, prospettore minerario, muore, e sua nipote Eve si reca a prendere possesso della casa e del terreno che ha ereditato dal nonno, a Oristown, a nord dell'Alabama, dove viveva. Lì alloggia dapprima all'albergo Driscoll, il cui proprietario, il mulatto Jefferson, razzista, riconosce in alcuni tratti somatici della donna la sua appartenenza alla popolazione afroamericana, nonostante la sua pelle sia del tutto simile a quella di un bianco, e la fa dormire nel granaio, insieme ad un cliente visibilmente nero, Abraham.
Il mattino dopo Eva fa la conoscenza del suo nuovo vicino di casa, Hugh Van Allen, afroamericano, che si è stabilito in una tenda sul proprio esteso terreno, e che la accompagna nella casa del nonno. I due stringono amicizia e cominciano a nutrire reciproco affetto. Hugh interviene anche quando Peter Kaden, succube di suo cognato Barr e di Tugi, due malviventi, nottetempo cerca di insinuarsi nella casa di Eve in cerca di alcuni documenti che i due complici ritengono debbano trovarsi fra i possessi del fu prospettore. Eve fa amicizia anche con l'innocente moglie di Barr, sorella di Peter, e con la madre di Driscoll.
Frattanto Jefferson Driscoll vende a Van Allen due cavalli mezzosangue arabi  che risultano essere rubati, ragion per cui fra i due uomini si verifica uno scontro, nel quale risulta perdente Driscoll, che promette vendetta. Driscoll apprende inoltre, essendo venuto in possesso casualmente di una lettera indirizzata a Van Allen, che il terreno di quest'ultimo è valutato una fortuna, per cui, in combutta con Barr e Tugi cerca di indurre Hugh Van Allen a venderlo loro. Al rifiuto di Van Allen, Driscoll fa intervenire Bill Stanton, del Ku Klux Klan: l'attacco delle squadracce razziste avviene una notte. Van Allen riesce a salvarsi grazie anche all'aiuto di Eve, che di notte si è recata a cavallo a cercare aiuto.
Due anni più tardi Van Allen è diventato un magnate del petrolio, che è stato trovato nel suo terreno, e Eve, che non vedeva da qualche tempo, passa a trovarlo, latrice di un messaggio da parte dell'organizzazione antirazzista di cui ora fa parte. Leggendo il messaggio, Van Allen apprende dell'appartenenza etnica della donna. Abraham, ora un pezzo grosso dell'azienda di Van Allen, indossando un elegante gessato entra nell'ufficio del capo, e, vedendolo impegnato con Eve, esce alla chetichella lasciando in pace i due amanti.